# Черниговский, Владимир Николаевич
Влади́мир Никола́евич Черни́говский (16 февраля [1 марта] 1907, Екатеринбург — 31 мая 1981, Ленинград) — советский физиолог, академик АМН СССР (с 1950) и АН СССР (с 1960). Директор Института физиологии им. И. П. Павлова АН СССР.

## Биография
Родился в Екатеринбурге 16 февраля (1 марта) 1907 года.
В 1925 году поступил на медицинский факультет Пермского университета, который окончил в 1930 году. В 1932—1937 годах работал в Свердловском медицинском институте, с 1937 года — во Всесоюзном институте экспериментальной медицины в Ленинграде (после войны, в 1946 году стал заведующим лабораторией).
В 1936 году (в 29 лет!) он получил степень кандидата медицинских наук. К этому времени у него было уже восемь опубликованных научных работ по физиологии селезенки, объёму сердца человека, рефлекторным реакциям мускулатуры. 
В 1941—1952 годах преподавал в Военно-морской медицинской академии, после возвращения которой из эвакуации в Ленинград в 1944 году стал профессором.
С 1952 года был директором Института нормальной и патологической физиологии АМН СССР (Москва), с 1959 по 1977 год был директором Института физиологии им. И. П. Павлова АН СССР. Одновременно, с 1963 по 1967 год — академик-секретарь Отделения физиологии АН СССР.
Депутат Верховного Совета СССР (1962–1966).

Могила В. Н. Черниговского на Богословском кладбище Санкт-Петербурга.

Женой его сына Н. В. Черниговского была (разведены) Т. В. Черниговская.
Умер в Ленинграде 31 мая 1981 года. Похоронен на Богословском кладбище Санкт-Петербурга.

## Научная деятельность
Основные труды — по функциональным взаимоотношениям коры головного мозга и внутренних органов, интероцепции, космической физиологии и медицине. Открыл и изучил ряд интероцепторов, их локализацию и механизм возбуждения, выяснил роль сигнализации с рецепторов внутренней среды в некоторых формах поведения высших животных; исследовал рефлекторную регуляцию системы крови, установил зоны представительства ряда внутренних органов в коре больших полушарий головного мозга; создал (совместно с сотрудниками) модель гипертонической болезни; сформулировал представление о реактивном торможении, возникающем в результате усиленного реагирования.

## Награды и звания
- Премия им. И. П. Павлова АН СССР (1944) — за исследование «Афферентные системы внутренних органов»
- Премия им. И. М. Сеченова АН СССР (1974)
- Золотая медаль им. И. П. Павлова АН СССР (1964)
- Иностранный член-корреспондент Румынской академии наук[4] (1965)
- Член Международной академии астронавтики (1965)